# Citizen Records
 (juillet 2012).
Si vous disposez d'ouvrages ou d'articles de référence ou si vous connaissez des sites web de qualité traitant du thème abordé ici, merci de compléter l'article en donnant les références utiles à sa vérifiabilité et en les liant à la section « Notes et références ».
Citizen Records est un label indépendant français de musique électronique. Il a été fondé en 2001 par le producteur de musique électronique Pascal Arbez-Nicolas. C'est le label de Vitalic, Lady B, Teenage Bad Girl, Arnaud Rebotini, John Lord Fonda, The Silures (duo Vitalic & Linda Lamb), Terence Fixmer (aussi avec Douglas McCarthy sous le nom Fixmer/Mccarthy), Sad Mafioso, Juan Trip, The Micronauts, Jun-x, etc.

## Historique
En 2001, après ses premiers succès discographiques chez International Deejay Gigolo Records (notamment son Poney EP), Vitalic décide de créer son propre label, Citizen Records, avec pour devise: Citizen, Fresh Blood Only (« Citizen, que du sang frais »).
Basé à Dijon, le label a tout d'abord pour objectif d'être un « laboratoire pour la musique sans aucun but lucratif ». Le premier artiste produit est Bruno Gauthier, alias Lady B, qui sort en 2002 le maxi Capital of the World avec Samantha Nice.

## Discographie

### Sorties vinyles
- CTZ001 - Lady B - Capital of the World (2002)
- CTZ002 - Onurb - Defrost (2002)
- CTZ003 - The Silures - All You Can Eat (2003)
- CTZ004 - John Lord Fonda - Voltage (2005)
- CTZ005 - Terence Fixmer - Danse Avec Les Ombres (2005)
- CTZ006 - Sad Mafioso - Je Me Souviens (2005)
- CTZ007 - Holeg Spies - Lost In Darkness (2006)
- CTZ008 - Shockers - Gonna Shockem'All (2006)
- CTZ009 - John Lord Fonda - DeBaSer (Part 1) (2006)
- CTZ010 - Jun-X - Lick My Beat (2006)
- CTZ011 - Vitalic & Linda Lamb - Bells (2006)
- CTZ012 - John Lord Fonda - DeBaSer (Part 2) (2006)
- CTZ013 - n/a
- CTZ014 - Monosurround - Cocked Locked (2006)
- CTZ015 - Filth N'Dirt - Go Ahead (2006)
- CTZ016 - John Lord Fonda - DeBaSer (Part 3) - Voltage 2 (2007)
- CTZ017 - Teenage Bad Girl - Cocotte (2007)
- CTZ018 - Teenage Bad Girl - Cocotte (12") (2007)
- CTZ019 - Remote - Sinister Boogie EP (2007)
- CTZ020 - The Micronauts - Damaging Consent (2007)
- CTZ021 - Teenage Bad Girl - Hands Of A Stranger (2007)
- CTZ022 - Matzak - Blackout (2007)
- CTZ023 - Lady B - When The Beat Comes (2008)
- CTZ024 - Missill - Glitch (2008)
- CTZ025 - The Micronauts - Damaging Consent Remixed (2008)
- CTZ026 - Monosurround - Cocked, Locked, Ready To Rock - Summerized (2008)
- CTZ027 - Arnaud Rebotini - Music Components (2008)
- CTZ028 - Mondkopf - Nuits Sauvages (2009)
- CTZ029 - Fukkk Offf - Fukkk Offf (2009)
- CTZ030 - Missill - Chuppa (2010)Vitalic
- CTZ031 - Donovans - Chord (2009)
- CTZ032 - Arnaud Rebotini - Music Components Rev2 (2009)
- CTZ033 - Vitalic - Disco Terminateur (2009)
- CTZ034 - Jahcoozi - Barbed Wire (2010)
- CTZ035 - Dinamics - Ignition (2010)
- CTZ036 - Teenage Bad Girl - Tonton Funk (2010)
- CTZ037 - Vitalic - Poison Lips (2009)
- CTZ038 - Vitalic - Second Lives (2010)
- CTZ039 - Donovans - Freakshow/Krosscut (2010)
- CTZ040 - Teenage Bad Girl - Keep Up With You (2011)
- CTZ041 - John Lord Fonda - Bang the Fire! (2011)
- CTZ042 - Vitalic - Stamina (2012)
- CTZ043 - Vitalic - Rave Age (2012)
- CTZ044 - Vitalic - Film Noir (2016)
- CTZ045 - DIMA - Sounds Of Life (2018)
- CTZ046 - Karabine - Octobre Rouge (2019)
- CTZ047 - Vitalic - 20th Anniversary (2020)
- CTZ048 - DIMA - Fuckeristic (2021)
- CTZ049 - John Lord Fonda - Altaïr (2021)
- CTZ050 - John Lord Fonda - Walk Again LP (2022)

### Sorties CD
- CDZ001 - Vitalic - OK Cowboy (2005)
- CDZ002 - n/a
- CDZ003 - n/a
- CDZ004 - n/a
- CDZ005 - John Lord Fonda - DeBaSer (2005)
- CDZ006 - John Lord Fonda - DeBaSer (Édition spéciale) (2006)
- CDZ007 - Juan Trip - Consolation (2006)
- CDZ008 - Compilation - Club Villa Rouge Vol.3 (2006)
- CDZ009 - The Penelopes - The Form And Matter Of (2006)
- CDZ010 - The Penelopes - The Arrogance Of Simplicity (2006)
- CDZ011 - Compilation - Résumé - Selected & Mixed by the Citizen Crew (2006)
- CDZ012 - Teenage Bad Girl - Cocotte (2007)
- CDZ013 - n/a
- CDZ014 - Compilation - Club Villa Rouge Vol.4 (2007)
- CDZ015 - The Micronauts - Damaging Consent & A Remixes Retrospectives (2007)
- CDZ016 - Teenage Bad Girl - Cocotte 2.0 (2007)
- CDZ017 - Compilation - The Vinyl Collection (2008)
- CDZ018 - Compilation - Mark XIII By Aymeric Ponsart (2008)
- CDZ019 - Compilation - Club Villa Rouge Vol.5 (2008)
- CDZ020 - Fixmer/McCarthy - Into The Night (2008)
- CDZ021 - Juan Trip - Fireplace (2008)
- CDZ022 - Monosurround - Hello World (2008)
- CDZ023 - Arnaud Rebotini - Music Components (2008)
- CDZ024 - The Penelopes - Priceless Concrete Echoes (2009)
- CDZ025 - John Lord Fonda - Composite (2009)
- CDZ026 - Vitalic - Flashmob (2009)
- CDZ027 - Compilation - Remixes (2009)
- CDZ028 - Donovan - Chord EP (2009)
- CDZ029 - Zoot Woman - Saturation (2009)
- CDZ030 - Arnaud Rebotini - Music Components Rev2 (2009)
- CDZ031 - Arnaud Rebotini - Music Components Rev1&2 (Original & Remixes Limited Edition) (2009)
- CDZ032 - Fancy - All Night Long (2011)
- CDZ033 - John Lord Fonda - Supersonique (2011)
- CDZ034 - Teenage Bad Girl - Backwash (2011)
- CDZ035 - Teenage Bad Girl - Backwash "Deluxe Edition" (2011)
- CDZ036 - Vitalic - Rave Age (2012)

### Sorties digitales
- DTZ001 - Monosurround - Cocked, Locked, Ready To Rock (2008)
- DTZ002 - The Penelopes - Choose: Arrogance, Simplicity or Both (2008)
- DTZ003 - Compilation - Barcelona Electronic Event (2008)
- DTZ004 - The Penelopes - Stuck In Lalaland & Remixes (2009)
- DTZ005 - Compilation Barcelona Electronic Event 2 (2009)
- DTZ006 - n/a
- DTZ007 - Arnaud Rebotini - Music Components Rev 2 part 1 EP (2009)
- DTZ008 - Arnaud Rebotini - Music Components Rev 2 part 2 EP (2009)
- DTZ009 - Arnaud Rebotini - Music Components Rev 2 part 3 EP (2009)
- DTZ010 - Arnaud Rebotini - Music Components Rev 2 part 4 EP (2009)
- DTZ011 - n/a
- DTZ012 - n/a
- DTZ013 - n/a
- DTZ014 - Jahcoozi - Barbed Wire EP (2010)
- DTZ015 - Missill - Chuppa Part 1 EP (2010)
- DTZ016 - Missill - Chuppa Part 2 EP (2010)
- DTZ017 - Arnaud Rebotini - Music Components Rev 2 Part 5 EP (2010)
- DTZ018 - The Penelopes - Licked by Love EP (2010)
- DTZ019 - Zoot Woman - Just a Friend of Mine EP (2010)
- DTZ020 - South Central - Demons EP (2010)
- DTZ021 - Produkkt - Invasion EP (2010)
- DTZ022 - Teenage Bad Girl - X Girl EP (2011)
- DTZ023 - Compilation - 10 Years of Experimentation (2011)
- DTZ024 - John Lord Fonda - What’s Going On? Part 1 EP (2011)
- DTZ025 - John Lord Fonda - What’s Going On? Part 2 EP (2011)
- DTZ026 - n/a
- DTZ027 - n/a
- DTZ028 - Vitalic - Fade Away (2013)
- DTZ029 - Cora Novoa - The Hive (2020)
- DTZ030 - Cora Novoa - The Hive Remixes (2020)
- DTZ031 - Citizen 20th Anniversary (2021)
- DTZ032 - John Lord Fonda - Walk Again (2021)
- DTZ033 - John Lord Fonda feat. Gabriel Afathi - Together Again (2022)